# Oberwart (distrikt)
Oberwart är ett  distrikt i förbundslandet Burgenland i Österrike och består av följande kommuner och orter. De kroatiska ortnamnen står inom parentes:

Kommunerna i distriktet Oberwart

- Bad Tatzmannsdorf
- Badersdorf
- Bernstein
- Deutsch Schützen-Eisenberg
- Grafenschachen
- Großpetersdorf
- Hannersdorf
- Jabing
- Kemeten
- Kohfidisch
- Litzelsdorf
- Loipersdorf-Kitzladen
- Mariasdorf
- Markt Allhau
- Markt Neuhodis (Novi Hodas)
- Mischendorf
- Neustift an der Lafnitz
- Oberdorf im Burgenland
- Oberschützen
- Oberwart (ungerska: Felsőőr)
- Pinkafeld
- Rechnitz
- Riedlingsdorf
- Rotenturm an der Pinka
- Schachendorf (Čajta)*
- Schandorf (Čemba)
- Stadtschlaining
- Unterkohlstätten
- Unterwart
- Weiden bei Rechnitz (Bandol)
- Wiesfleck
- Wolfau